# 黄乐平
黄乐平，浙江乐清人，中华人民共和国政治人物。

## 生平
1949年9月至1952年10月，担任玉环县副县长。1954年4月至1956年5月，出任浙江省玉环县县委书记（1952年10月至1954年7月，兼任玉环县县长）。